# История Тамбовской области
Тамбовская область как административно-территориальная единица в ее нынешних границах была образована в 1937—1939 годах. Территория Тамбовской области расположена в центральной части среднерусской лесостепи. Здесь широкой полосой проходит Окско-Донской водораздел, граница лесостепи и леса, подзоны северной и типичной лесостепи. В древности на этих землях жили различные народы — мордва, сарматы, половцы. В XVII веке земли будущей Тамбовской области вошли в состав Московского царства и были заселены русскими, основавшими там ряд крепостей (в том числе Тамбов). В этот период тамбовские земли подвергались набегам крымских татар. В XVIII веке была образована Тамбовская губерния, существовавшая до 1928 года.

## Древние времена
Неолит представлен рыболовами ямочно-гребенчатой керамики (льяловская культура): Подзоровская стоянка (Мичуринский район, 4—3 тыс. до н. э.). В окрестностях Троицкой Дубравы нашли предметы эпохи неолита и постройки эпохи бронзы. В бронзовом веке на территорию Тамбовщины пришли скотоводы катакомбной культуры, которых сменили индоевропейские племена абашевской культуры, предположительно, индоиранской группы.
Два погребения подростков срубной культуры в Петровском районе датируются серединой 2 тыс. до н. э. (эпоха бронзы). На территории города Котовска охранные раскопки «Курганской группы у села Кузьмино-Гать» выявили 47 детских и взрослых захоронений срубной культуры второй половины 2 тыс. до н. э. Также поселения срубной культуры выявлены в селе Бокино и в селе Кузьмино-Гать.
В эпоху железного века здесь жили носители городецкой культуры, потомки которых сформировали народ мордва-мокша.

Мордва оказала огромное влияние на культуру Тамбовского края, считают историки. Народный костюм, характерный для жителей Тамбовщины, практически полностью соответствует мордовскому национальному костюму, который удалось реконструировать по материалам средневековых захоронений. Да и, как говорят антропологи, коренной житель тамбовской земли ближе к финно-угорскому типу, нежели к славянскому
В степях жили скифы и сарматы. К концу II — началу III века относятся позднезарубинецкие памятники (так называемая инясевская культура).
К концу III — началу IV века относятся памятники черняховской и киевской культур. К колочинской культуре относятся поселения Коровий брод (поречье реки Цны) и Красный Городок 2 (река Воронеж), Мухино 2. В окрестностях Троицкой Дубравы нашли свидетельства пребывания ранних славян в V—VII веках.
Обнаружены следы пребывания половцев.
В X веке через Тамбовщину прокладывается торговый путь из Киева в Булгар. Северо-западная часть входит в состав Рязанского княжества. Археологи находят на территории области следы древнерусского оружия: наконечники стрел и копий, боевые топоры.
В 1237 году территория Тамбовщины захвачена Батыем, после чего эти земли вошли в состав Золотой Орды. Территория края частично обезлюдела и стала частью Дикого Поля. В XVI веке через территории Тамбовщины проходил Ногайский шлях.

## В составе России

### Колонизация края
Для защиты рубежей юга России от набегов татар и дальнейшего освоения Черноземья, русское правительство строило города-крепости Козлов (1635 год, ныне Мичуринск) и Тамбов (1636 год). Они надёжно перекрыли основные пути набегов кочевников на русские земли (прежде всего Рязанщину) и открыли возможность для быстрого заселения края. Большую роль в русской колонизации Тамбовщины сыграли однодворцы. На три года переселенцы освобождались от всяких общественных и государственных повинностей и имели право безвозмездно использовать лес для домов и хозяйственных построек.
Церковная реформа патриарха Никона привела к появлению раскольников, которые формировали самоуправляющиеся общины. В 1682 году была учреждена Тамбовская епархия, которая стала миссионерским центром для борьбы против языческой мордвы, татар-мусульман и русских старообрядцев. Процесс христианизации края был длительным и сложным. Рязанский миссионер архиепископ Мисаил, прибывший для крещения мордвы, в 1655 году был убит в Шацких пределах мордвином Горечишкой. Продолжатели дела архиепископа священники Темниковского и Кадомского уездов нашли смерть от ядовитых мордовских и татарских стрел в более поздние времена — в 80-е годы XVII столетия. Тамбовские раскольники (молокане, связанные с именем Семёна Уклеина, а также предшествующие им духоборы, субботники, хлысты, шалопуты и скопцы) составляли головную боль царскому правительству вплоть до XIX века.

### Провинция
При Петре I Тамбовщина из прифронтовой зоны борьбы со Степью превращается в Российскую провинцию. В ходе административных реформ в 1708 и 1719 годах она вошли в состав Азовской губернии, а затем — Воронежской губернии.
В 1779 году по новому административному делению возникает Тамбовское наместничество, а с 1796 года — Тамбовская губерния площадью 66,5 тыс. км² с 12 уездами.
В годы Отечественной войны 1812 года Тамбовщина оказалась вне зоны боевых действий, однако население выставило 12 тыс. ополченцев. Здесь же осели 5 тыс. пленных французов
Развивалось на Тамбовщине и помещичье землевладение. Ещё в конце XVII века значительно возросли тамбовские владения боярина Л. Нарышкина, примыкавшие к донским районам. По своим размерам они превосходили территорию Голландии. Известны фамилии Вердеревских, Воронцовых, Кутайсовых, Канищевых, Свиньиных, Новиковых.

В очерках из истории Тамбовского края, И. И. Дубасова, рассказывается о подвигах елатомского помещика К-рова, процветавшего в сороковых годах настоящего столетия. Кроме того, что многие крестьяне (особенно дети) были им замучены до смерти, следствием обнаружено, что в имении К-рова не было ни одного неизбитого крестьянина и ни одной крепостной девушки непоруганной. Но особенно важны не эти «злоупотребления», а отношение к ним общественной среды. На повальном обыске в Елатомском уезде большинство дворян отозвались о К-рове, что он «истинно благородный человек». Иные к этому прибавляли: «К-ров — истинный христианин и исполняет все христианские обряды». А предводитель дворянства писал губернатору: «Весь уезд встревожен по случаю бедствий господина К-рова». Дело кончилось тем, что «истинный христианин» был освобожден от уголовной ответственности, и елатомское дворянство успокоилось (Очерки из ист. Тамб. края, исслед. И. И. Дубасова, вып. 1, Тамбов, 1890, стр. 162—167). Таким же сочувствием в своей среде пользовался другой, еще более знаменитый тамбовский помещик, кн. Ю. Н. Г-н, про которого, однако, не без основания писали шефу жандармов: «И сами животные при встрече с Ю.Н-чем инстинктивно прятались куда попало» (там же, стр. 92)
В 1861 году крепостное право было отменено. Крестьяне распахали остатки степей и вырубили оставшиеся леса. В 1867 году на Тамбовщине появились паровозы сначала в Моршанске, а в 1870 году железная дорога прошла и через Тамбов.
Тамбовская губерния была в числе 17 регионов, признанных серьёзно пострадавшими во время голода 1891—1892 годов.

### XX век
В начале XX века население Тамбовщины превышало 3 млн человек. Во время Гражданской войны по губернии по тылам красных войск прошёл конный рейд Мамонтова (1919). В 1920 году вспыхнуло антибольшевистское Тамбовское восстание (1920—1921) антоновцев, вызванное засухой и рейдами большевистских продотрядов. Повстанцы оставались верными идеалам Февральской революции и требовали созыва Учредительного собрания. В ходе подавления восстания большевиками против своих граждан было применено химическое оружие.
В 1922 году Тамбовщина становится центром обновленцев (либеральные православные, выступавшие за отмену целибата для епископов, демократизацию церкви и уничтожение монашества): обновленцы рукополагают собственного епископа.
16 июля 1928 года состоялся переход на областное, окружное и районное административное деление. На территории бывших Воронежской, Курской, Орловской и Тамбовской губерний была создана Центрально-Чернозёмная область (ЦЧО). Тамбов стал административным центром Тамбовского округа (ликвидирован в 1930 году).
13 июня 1934 года Центрально-Чернозёмная область была разделена на Курскую и Воронежскую области.
27 сентября 1937 года из состава Воронежской и Куйбышевской областей постановлением ЦИК СССР выделена самостоятельная Тамбовская область. При образовании области в её состав были включены: из Воронежской области — города Тамбов, Мичуринск, Алгасовский, Бондарский, Гавриловский, Глазковский, Дегтянский, Земетчинский, Избердеевский, Инжавинский, Кирсановский, Красивский, Лысогорский, Мичуринский, Моршанский, Никифоровский, Пичаевский, Платоновский, Покрово-Марфинский, Ракшинский, Рассказовский, Рудовский, Сампурский, Соседский, Тамбовский, Умётский, Хоботовский, Юрловский районы, из Куйбышевской области — город Пенза, Башмаковский, Бедно-Демьяновский, Бессоновский, Больше-Вьясский, Голицинский, Головинщинский, Городищенский, Иссинский, Каменский, Керенский, Кондольский, Лунинский, Мокшанский, Наровчатский, Нижне-Ломовский, Пачелмский, Поимский, Рамзаевский, Свищевский, Телегинский, Чембарский, Шемышейский районы.
4 февраля 1939 года Указом Президиума Верховного Совета СССР город Пенза, Башмаковский, Бедно-Демьяновский, Бессоновский, Больше-Вьясский. Голицынский, Головинщинский, Городищенский, Земетчинский, Иссинский, Каменский, Керенский, Кондольский, Лунинский, Мокшанский, Наровчатский, Нижне-Ломовский, Пачелмский, Поимский, Свищевский, Соседский, Телегинский, Терновский, Чембарский и Шемышейский районы перечислены в состав вновь образуемой Пензенской области.
В годы Великой Отечественной войны Тамбовщина являлась прифронтовой территорией и не входила в зону немецкой оккупации.
После распада СССР на Тамбовщине происходит депопуляция. Смертность тамбовчан в два раза превышает рождаемость, сокращая каждый год численность коренного населения на 14-15 тысяч человек. Область заселяется переселенцами из стран СНГ (духоборы).